# Evelyn Matthei
Evelyn Rose Matthei Fornet (Santiago del Cile, 11 novembre 1953) è una politica ed economista cilena.

## Biografia
Figlia dell'ex generale comandante dell'aviazione cilena Fernando Matthei. Eletta deputato dall'11 marzo 1990 al 1998 prima in Rinnovamento Nazionale e poi per l'Unione Democratica Indipendente. Nel 1998 fonda il "Movimiento Femenino por la Dignidad Chilena". Eletta Senatrice dall'11 marzo 1998 al gennaio del 2011, quando si dimette per entrare nel governo Piñera I.
Dal 16 gennaio 2011 fino al 22 luglio 2013 è stata Ministro del Lavoro e della Sicurezza sociale nel governo di centro destra del presidente Sebastián Piñera. 
Concorre come candidata alle elezioni presidenziali del 2013 per la coalizione UDI-RN, prima donna nella storia del centrodestra cileno.
È risultata eletta l'ex presidente Michelle Bachelet con il 62,16%, mentre la Matthei è rimasta ferma al 37,30% .
Nel 2015 il ritorno in politica come membro del direttivo della fondazione "Avanza Chile", think tank del centrodestra cileno.
Il 2016 è eletta sindaca di Providencia, carica che manterrà fino al 2024.
Nel gennaio del 2025 è stata scelta come candidata dell'alleanza di centrodestra Chile Vamos alle elezioni presidenziali di novembre.